# Sphegigaster beijingensis
Sphegigaster beijingensis är en stekelart som beskrevs av Huang 1990. Sphegigaster beijingensis ingår i släktet Sphegigaster och familjen puppglanssteklar. Inga underarter finns listade i Catalogue of Life.